# Felix och de flygande tefaten
Felix och det flygande tefaten är det fjärde avsnittet i Jan Lööfs serie om Felix.

## Handling
Historien börjar med att Felix och hans vän Alex (från förra avsnittet) ser en artikel i en tidning där det står att den som kan bevisa att flygande tefat existerar vinner 100 000 kronor. De antar utmaningen och kontaktar Alex gode vän docent Nilsson för att be honom om hjälp, men det visar sig att de inte är de enda som är ute efter pengarna. Docenten blir kidnappad av den onde kapten Kalfjäll och hans skumma besättning som seglar iväg mot Nordpolen, där det enligt Nilsson ska finnas ett tefat kraschlandat i isen. Felix och Alex stjäl ett polarflygplan från ett museum och flyger efter skeppet. I mitten av berättelsen, när docenten blivit räddad, finner de det flygande tefatet, som märkligt nog innehåller en talande isbjörn, som i sin tur visar sig vara rymdvarelsen Gregor från planeten Alfa-X. Den onde kaptenen och hans besättning besegras när de bedövas av Gregors strålkanon, så Felix, Alex, Nilsson och Gregor tar skeppet och beger sig hemåt. Men oturligt nog sjunker tefatet till havets botten. Gregor får med Felix hjälp ner sin vän Togo från sitt tefat i rymden och de stannar hemma hos Nilsson över natten. Men Felix blir kidnappad av de två rymdvarelserna, som hela tiden har haft i uppdrag att ta med en jordvarelse till Alfa-X. På Alfa-X har dock en diktator tagit makten, och när Felix hjälpt planetens invånare att störta diktatorn blir han fri och får återvända till jorden.

## Talbok
Felix och det flygande tefaten är det enda avsnitt som också blivit ett äventyr på grammofonskiva. Skivan (med samma namn) släpptes 1972 av företaget Cupol och hade ett annorlunda slut än det i boken.

### Röster
- Felix spelas av Claes Löfgren
- Alex spelas av Jan Söderlind
- Docent Nilsson spelas av Mats G. Bengtsson
- Kapten Kalfjäll spelas av Krister Broberg
- Gregor spelas av Jan Lööf, Felix' skapare

(De tre sistnämnda = brödratrion Hilding, Frasse och Janos i TV-serien Tårtan)